# Вила „Алатини“
Вила „Алатини“ (на гръцки: Βίλλα Αλλατίνι) е историческа постройка в град Солун, Гърция, в която днес се помещава седалището на областната управа на Централна Македония.

## Местоположение
Сградата е разположена в южния квартал Пиргите, на булевард „Василиса Олга“ № 198.

## История
Построена е в 1895 или в 1899 година от италианския архитект Виталиано Позели като ваканционен дом за Карлос (Шарл) Алатини, близо до семейната фабрика Мелница „Алатини“. При копаенето на основите на сградата работниците попадат на погребение със златни предмети. Позели уведомява Алатини, който продава предметите в Европа, а плановете на сградата са променени, за да се избегне гробището. За времето си вилата е на края на града и е най-голямата и луксозна вила в града с огромна градина и красива гледка към морето и планината Хортач.
До 1907 година наемател на сградата е Робилан паша. В 1909 година Гуидо Алатини продава вилата на Каролос Ботесон и Евгения Дебусан, но Робилан паша остава наемател. На 8 юли 1909 година, след неуспешния контрапреврат на Абдул Хамид II, вилата е закупена от Трети армейски корпус и в нея е заточен султан Абдул Хамид ΙΙ, където той остава под домашен арест до 1912 година.
След като Солун попада в Гърция по време на Балканската война, вилата е иззета и в нея е настанена военна част.
В 1926 година в сградата се помещава новосъздаденият Солунски университет, но тъй като тя не е подходяща за училище, на следната 1927 година университетът е преместен в сградата на бившето турско идадие. В 1929 година вилата е ремонтирана и са добавени две нови крила. През Втората световна война вилата е използвана като болница. След войната в 1948 година е ремонтирана отново. От 1979 година насам в сградата е настанена номархията на Солун. От 2011 година в нея е областната управа на Централна Македония.
В 1979 година е обявена за защитен паметник.

## Архитектура
В архитектурно отношение е триетажна, симетрична сграда с полусутерен. Планът на е П-образен. Оста на симетрия се развива вертикално. Вътре от двете страни на входа има 2 стълбищни клетки. Централната ос се определя от стълбищните клетки, балкона на 2-рия етаж и диференцираните отвори и допринася за вертикалността на сградата. За това допринасят и страничните проекции. Подовете от всички страни са разделени с декоративна тухлена ивица и всички прозорци и балконски врати са симетрични около оста на входа.